# Conus ebraeus
Conus ebraeus é uma espécie de gastrópode do gênero Conus, pertencente à família Conidae.

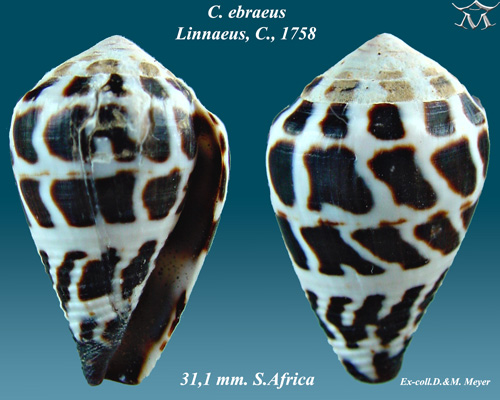
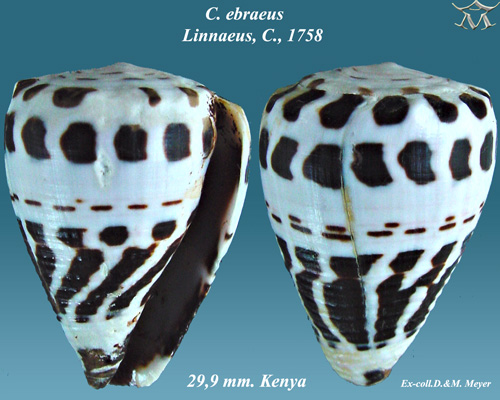
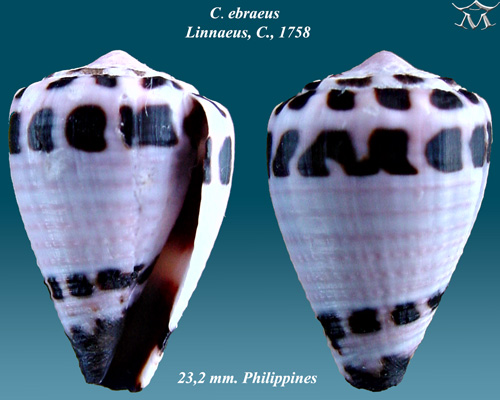
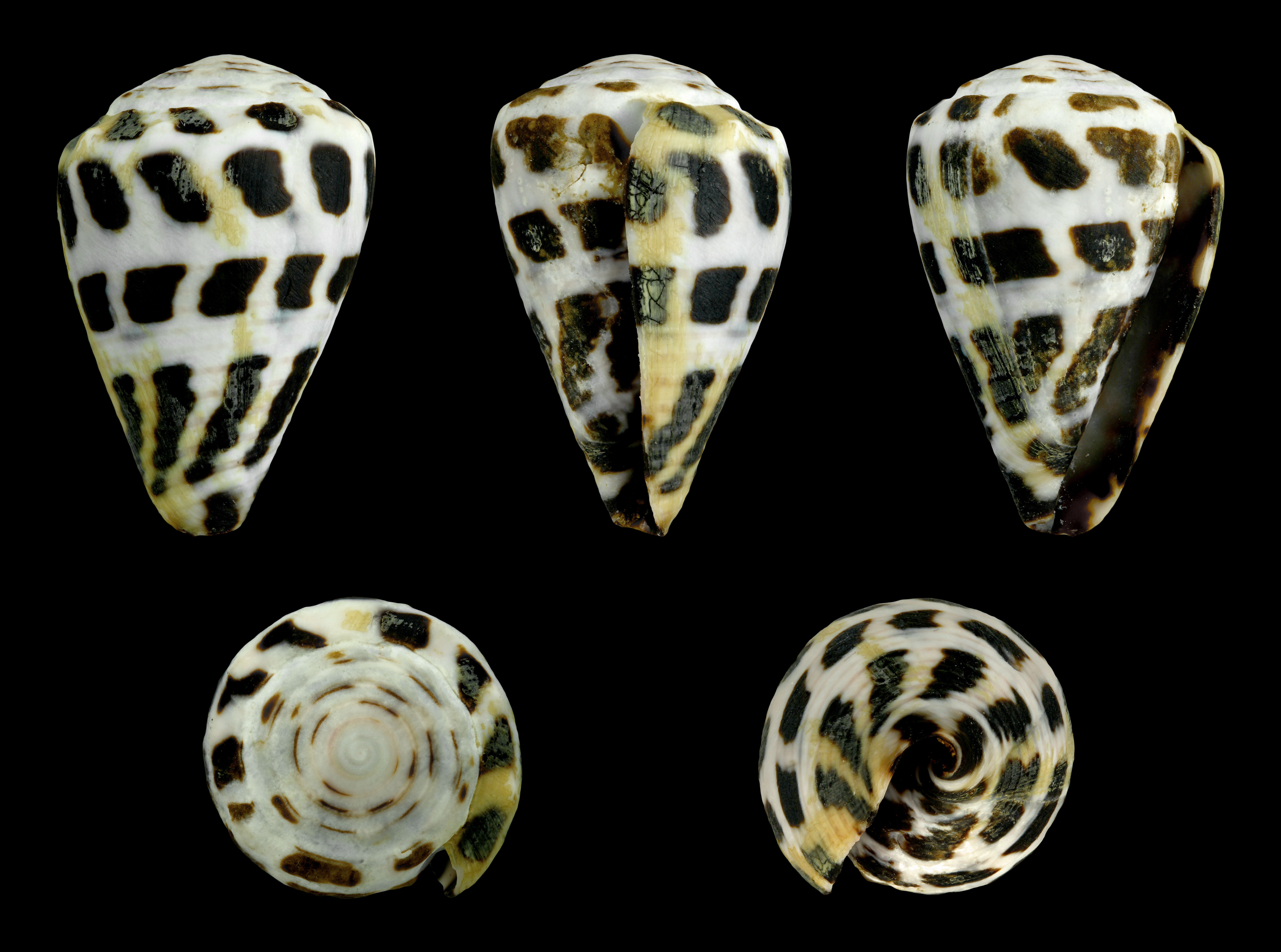